# Uranmunition

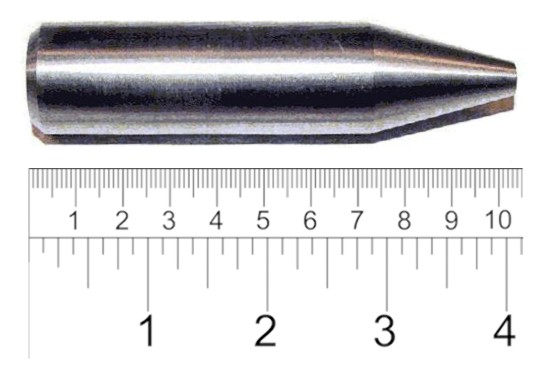
Urankern eines panzerbrechenden DU-Geschosses Kaliber 30 mm

Uranmunition, auch DU-Munition (von englisch depleted uranium), ist panzerbrechende Munition, deren Geschosse abgereichertes Uran enthalten.
Aufgrund der hohen Dichte (≈19,1 g/cm³) des Urans entfalten diese beim Auftreffen auf das Ziel eine große Durchschlagskraft.
Das abgereicherte Uran besteht, im Vergleich zu Natururan, zu einem geringeren Anteil aus dem spaltbaren Uranisotop 235U und damit größtenteils aus dem nicht durch thermische Neutronen spaltbaren Isotop 238U. Die Radioaktivität des abgereicherten Urans (die α-Strahlungs-Aktivität ist mit 15.000 Bq/g etwa 40 % geringer als die von Natururan) erfüllt in diesem Fall keinen militärischen Zweck.

## Geschichte und Verbreitung
Erste Versuche mit Uran-Hartkerngeschossen führte die deutsche Wehrmacht im Zweiten Weltkrieg durch. Da die Produktion der Panzergranate 40 – ein Panzerabwehrgeschoss mit unterkalibrigem Wolfram-Hartkern – aufgrund des Wolframmangels im Sommer 1943 eingestellt werden musste, war man auf der Suche nach Alternativen. Im März 1944 wurden erfolgreich Versuche mit Urankern-Munition durchgeführt. Infolge Materialmangels kam es aber auch hier nicht zu einer weiteren Herstellung.
Uranmunition wird seit Mitte der 1970er-Jahre zur Bekämpfung gepanzerter Fahrzeuge eingesetzt. Während bekanntermaßen 21 Staaten Uranmunition bevorraten (USA, Russland, Großbritannien, China, Schweden, Niederlande, Griechenland, Frankreich, Kroatien, Bosnien und Herzegowina, Türkei, Ägypten, Vereinigte Arabische Emirate, Kuwait, Israel, Saudi-Arabien, Irak, Pakistan, Thailand, Südkorea und Japan), haben bislang nur die USA die Verwendung dieser Munition in Kriegen zugegeben.
Es kamen mehrere tausend Tonnen Uranmunition zum Einsatz, darunter im Zweiten Golfkrieg (320 Tonnen), im Bosnienkrieg (Operation Deliberate Force), im Kosovo-Krieg, im Irakkrieg und im syrischen Bürgerkrieg.
Allein im Irakkrieg 2003 verschoss die „Koalition der Willigen“ zwischen 1000 und 2000 Tonnen Uranmunition.

### Russischer Überfall auf die Ukraine
Im Frühjahr 2023 sagte Großbritannien der Ukraine für ihre Verteidigung gegen den russischen Überfall seit Februar 2022 die Lieferung von 14 Kampfpanzern vom Typ Challenger 2 zu: Auch dieser Kampfpanzer kann Wuchtgeschosse aus abgereichertem Uran verschießen. Anfang September 2023 bestätigte auch die US-Regierung, ebenfalls Uranmunition für ihre an die Ukraine abgegebenen M1A1 zu liefern.

## Herstellung
Abgereichertes Uran fällt als radioaktiver Abfall bei der Anreicherung von Uran für die Energieerzeugung in Leichtwasser-Atomkraftwerken und bei der Produktion von Kernwaffen an. Für die Herstellung von 1 kg Uran mit einem Anreicherungsgrad von 5 % werden 11,8 kg natürliches Uran benötigt. Somit stehen 10,8 kg abgereichertes Uran für eine Weiterverarbeitung zur Verfügung. Bisher wurden nur etwa 5 % des anfallenden abgereicherten Urans weiterverwendet. Die militärische Verwendung der Abfälle aus der Urananreicherung spart die Kosten der Zwischenlagerung von nicht benötigtem abgereicherten Uran. Die Herstellung von Uranmunition ist beispielsweise im Vergleich zur Wolframcarbidmunition günstiger.
Aufgrund der hohen Dichte (≈19,1 g/cm³) des Urans entfalten diese Geschosse beim Auftreffen auf das Ziel eine große Durchschlagskraft.
Das abgereicherte Uran besteht, im Vergleich zu Natururan, zu einem geringeren Anteil aus dem spaltbaren Uranisotop 235U und damit größtenteils aus dem nicht durch thermische Neutronen spaltbaren Isotop 238U. Die Radioaktivität des abgereicherten Urans (die α-Strahlungs-Aktivität ist mit 15.000 Bq/g etwa 40 % geringer als die von Natururan, die 25.000 Bq/g beträgt) erfüllt in diesem Fall außer eventueller Abschreckungswirkung keinen militärischen Zweck. Weiterhin kann Uranmunition auch Spuren von Transuranen wie zum Beispiel Plutonium enthalten.

## Anwendung

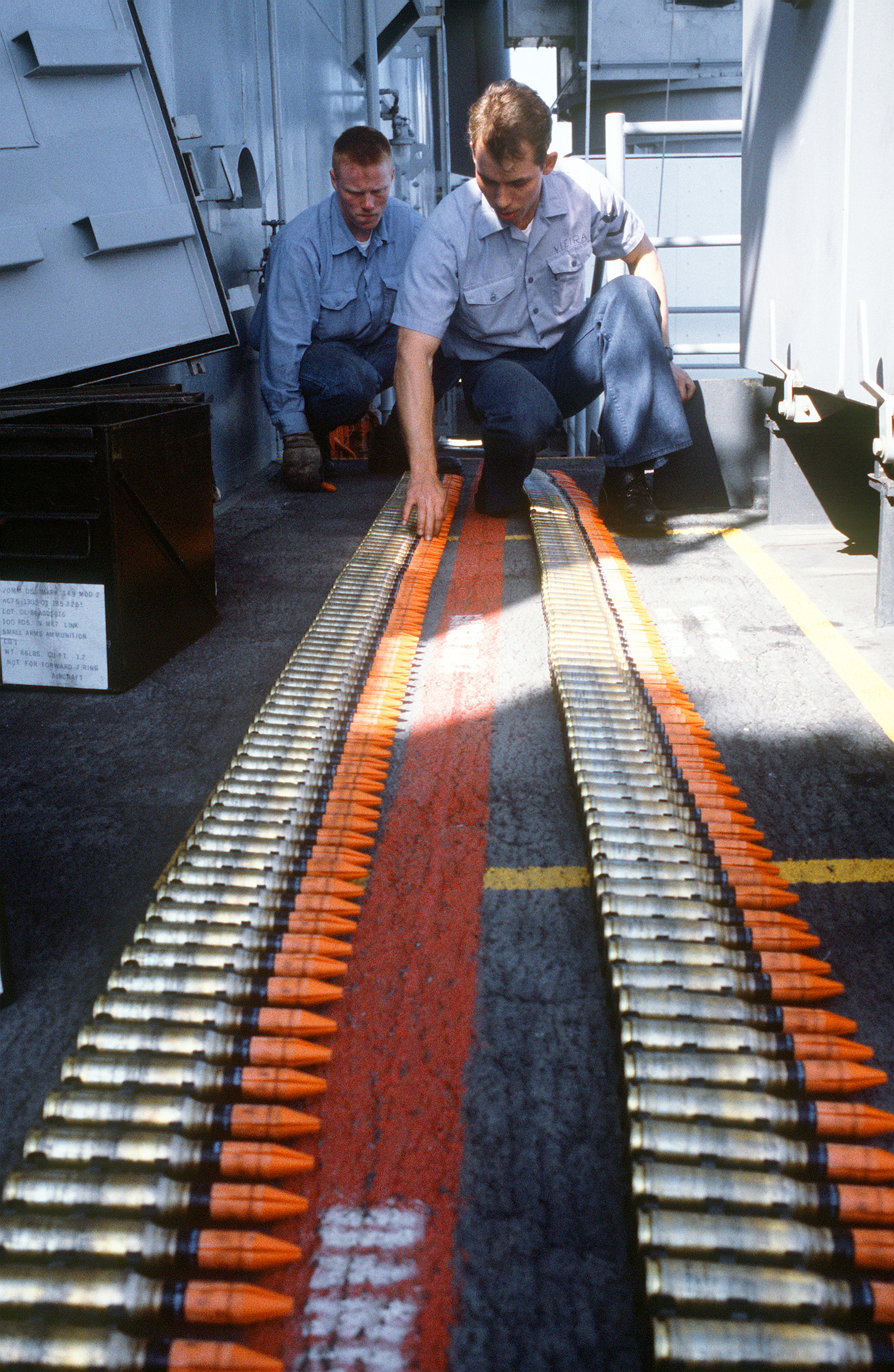
20-mm-Munition für das Phalanx CIWS auf der Missouri (BB-63)

Uranmunition besteht entweder zu einem großen Teil aus Uran in Legierung mit anderen Metallen wie Titan oder Molybdän oder nur teilweise in Form eines länglichen Kerns inmitten eines Geschosses aus anderen Materialien. Da Uran korrosionsanfällig ist, sind die Geschosse zumindest mit einem dünnen Schutzmantel aus anderem Metall umgeben.
Urangeschosse sind Wuchtgeschosse, die durch hohen Impuls die Panzerung eines Hartziels durchschlagen. Uran eignet sich für diese Einsätze vor allem wegen seiner sehr hohen Dichte, aber auch wegen der Eigenschaft, sich beim Aufschlag so zu verformen, dass eine Spitze erhalten bleibt; daher wird Uranmunition auch als „selbstschärfend“ bezeichnet. Ein zusätzlicher Effekt ist, dass sich beim Aufprall auf ein gepanzertes Ziel heißer Uranstaub bildet, der sich bei Luftkontakt im Inneren spontan entzündet (pyrophorer Effekt). Dadurch kann die mitgeführte Munition oder der Treibstoff entzündet werden, was zu der sogenannten Sekundärexplosion des Zieles führen kann.
Urangeschosse werden als Panzermunition in Form von Treibkäfiggeschossen, wie bei der Munition M829 (circa 4,5 kg Uran pro Geschoss), sowie als Hartkernmunition von Maschinenkanonen eingesetzt. In nennenswertem Umfang wurde die Munition „PGU-14/B API Armor Piercing Incendiary [DU] 30 mm Ammunition“ mit dem Flugzeug Fairchild-Republic A-10 verschossen. Ein Projektil PGU-14/B enthält 301 Gramm Uran-238, das mit einem Gewichtsanteil von 0,75 % Titan legiert und mit einem Mantel von 0,8 mm Aluminium umhüllt ist. Des Weiteren ist Uranmunition für Maschinenkanonen in den Kalibern 25 mm und 20 mm beim Militär verbreitet.

## Auswirkungen auf den Menschen
Uran ist sowohl chemisch giftig als auch radioaktiv. Hierbei ist bei Uranmunition die Radioaktivität reduziert, während die chemische Wirkung unverändert ist. Aufgrund der geringen Aktivität der Geschosse wird dabei nicht die radiologisch, sondern die chemisch toxische Wirkung auf die Nieren bei einer ausreichenden Aufnahme als das eigentliche Risiko angesehen. Es gibt kein internationales Abkommen, das den Einsatz von abgereichertem Uran explizit verbietet. Jedoch wird im Genfer Protokoll allgemeiner die Verwendung von giftigen Stoffen im Krieg verboten.

### Physikalische Wirkung
Abgereichertes Uran – mit einem Gehalt von 99,8 % 238U und 0,2 % 235U – ist selbst ein Alphastrahler, dessen Strahlung Kleidung und Haut nicht durchdringt. Die α-Aktivität von 238U und die von seinen Zerfallsprodukten ausgehende Betastrahlung ergeben eine gesamte Aktivität von etwa 40.000 Bq pro Gramm DU. Die Radioaktivität ist wegen der Halbwertszeit von 238U mit 4,5 Milliarden Jahren schwach. Ein Kilogramm abgereichertes Uran erzeugt in einer Entfernung von einem Meter eine jährliche Strahlendosis von 1 mSv, das entspricht etwa einem Drittel der Aufnahme durch natürliche Quellen (2–3 mSv/Jahr). Dennoch kann die von ihm erzeugte Dosisleistung, wenn sie über einen längeren Zeitraum oder auf kurze Entfernung wirkt, das Erbgut schädigen und Krebs auslösen. Die eigentliche Gefahr geht aber nicht von äußerer Strahlung aus, sondern von über die Atemwege und Nahrung aufgenommenen uran- oder uranoxidhaltigen Stäuben (innere Strahlung).
Über die Bewertung der Schädlichkeit der relativ schwachen ionisierenden Strahlung herrscht Uneinigkeit. Da nur wenige Erkenntnisse zu auftretenden Schäden durch geringe Strahlungsdosen vorliegen, werden diese aus den bekannten Daten über Schäden von hohen Dosisleistungen abgeleitet. Diese Vorgehensweise ist jedoch umstritten, manche Studien zeigen weit geringere Schäden durch niedrige Strahlungsdosen als diese Extrapolation vermuten ließe, andere Forscher vermuten im Gegenteil größere Risiken als bisher angenommen.

### Chemische Wirkung
Uran wirkt chemisch wie viele andere Schwermetalle und schädigt als Gift den Stoffwechsel der inneren Organe, vorwiegend der Nieren. Die chemische Giftigkeit ist besonders in den ersten Wochen nach der Aufnahme einer größeren Uran-Menge von Bedeutung.

### Auswirkungen
Von der intakten Munition geht eine relativ geringe Gefahr aus, da der intakte Metallmantel bzw. auch das massive Geschoss selbst die meisten ionisierenden Strahlen abschirmt. Auch das von verschossenen Penetratoren ausgehende Risiko wird meist als gering eingeschätzt. Die Hauptwirkung entsteht, weil sich beim Einschlag der Geschosse auf ein hartes Ziel ein Aerosol aus feinsten Uran- und Uranoxid-Partikeln bildet. Dieses kann bis in die tieferen Atemwege eingeatmet oder über die Nahrung aufgenommen werden und dadurch in beiden Fällen in die Blutbahn geraten. Grundlagenuntersuchungen zur möglichen Strahlenbelastung durch DU-Munition wurden vom Helmholtz-Zentrum München vorgelegt.
Ein Einwand dazu lautet, ein Großteil des bei einmaligem Kontakt aufgenommenen Materials werde rasch ausgeschieden. Nach Angaben der WHO werden innerhalb weniger Tage 90 % des löslichen Urans aus dem Blut ausgeschieden und 98 % des über die Nahrung aufgenommenen sowie 95 % des eingeatmeten Urans werden ausgeschieden, ohne je ins Blut zu geraten.
Kritiker antworten darauf, dass die verbleibenden 2 bis 5 % giftig genug seien und dass die Ausscheidungsrate nur für die einmalige Aufnahme, nicht jedoch für die tägliche und kontinuierliche Aufnahme über Trinkwasser und Nahrung gelte. Weiterhin führen sie an, dass sich unlösbare Partikel bis zu acht Jahre lang in der Lunge einlagern können. Dort wirken sie dann sowohl aufgrund der Alpha-Strahlung, als auch aufgrund der chemischen Eigenschaften stark krebserregend. Zudem kann es auch im kurzen Zeitraum zwischen der Aufnahme in den Körper und der Ausscheidung zu akuten Vergiftungen mit schweren, langanhaltenden Schäden bis zum akuten Nierenversagen kommen. Die WHO hat daher in derselben Empfehlung Grenzwerte für die tägliche Aufnahme von löslichen Uranverbindungen von 0,5 μg/kg Körpergewicht, von 5 μg/kg für unlösliche Verbindungen und von maximal 1 μg/m³ in der Umgebungsluft bei Aufnahme über den Atemtrakt empfohlen.

## Auswirkungen auf Boden und Grundwasser
Eine potenzielle Bedrohung stellen ebenfalls die in den Boden geschossenen Projektile dar, die innerhalb von fünf bis zehn Jahren vollständig korrodieren können und dadurch das Uran in das Grundwasser freisetzen. Ende 2000 durchgeführte Messungen der Internationalen Atomenergieorganisation im ehemaligen Jugoslawien zeigten bisher nur minimal erhöhte Urankonzentrationen im Grundwasser, die nicht über denen von Regionen mit naturbedingt höherem Urangehalt liegen. Nachdem 2003 laut einem Bericht der UNEP in Bosnien im Boden, in der Luft und im Trinkwasser abgereichertes Uran gefunden wurde, empfiehlt sie eine mehrjährige Beobachtung durch regelmäßige Wasserproben vorzunehmen und in der Zwischenzeit das Wasser aus „anderen Quellen“ zu beziehen.
Laut einer Studie der Forscher vom Helmholtz-Zentrum Dresden-Rossendorf (HZDR) verwittert das Material der Urangeschosse im Boden und wandelt sich langfristig zu Sabugalit um, einem Stoff, der zu den Aluminium-Uranylphosphaten zählt. Die vollständige Umwandlung der Uranmunition in Sabugalit, in dem das giftige Uran fest gebunden ist, könnte nach Schätzungen der Forscher in rund 50 Jahren erwartet werden.
Wissenschaftler des Institutes für Pflanzenernährung und Bodenkunde der Bundesforschungsanstalt für Landwirtschaft (FAL) in Braunschweig zeigten, dass in den Boden als Uranoxid eingebrachtes metallisches Uran und Uranoxid durch physikochemische und biologische Vorgänge gelöst und für Pflanzen aufnehmbar wird. Nach 3 Jahren Verbleib im Boden waren in den Versuchen der FAL bis zu 40 % des zugeführten Urans in mobile Verbindungen übergegangen. Solche mobilen Uran-Verbindungen können entweder von Pflanzen aufgenommen, oder in Böden und Gewässer verlagert werden. Die von den Pflanzen aufgenommenen Uran-Mengen hingen in den Versuchen der FAL direkt von den Uran-Konzentrationen im Boden ab. Bezogen auf den Gesamturangehalt des Bodens gingen 0,4–0,6 %, oder bezogen auf den verfügbaren Anteil an Uran 5–6 % aus dem Boden in oberirdische Teile von Pflanzen über. Die Uran-Konzentrationen der Pflanzen lagen schon in den geringsten Belastungsstufen um bis zu tausendmal höher als in den Kontrollen. Die FAL-Wissenschaftler fanden aber auch, dass die Mobilisierung des Urans mit abnehmender Fruchtbarkeit des Bodens (niedrigere pH-Werte, geringere Gehalte an mineralischen Pflanzennährstoffen, vor allem Phosphor) zunimmt. Wenig fruchtbare Böden sind aber gerade typisch für Krisengebiete, wo die Bevölkerung  in hohem Maße auf Selbstversorgung vom eigenen Boden angewiesen ist.
Mit diesem Umwandlungsprozess ist parallel ein „Auswaschungsprozess“ verbunden, der deutlich länger anhält. „Dabei entstehen neue carbonathaltige Uranverbindungen, die sehr gut wasserlöslich sind“ und so in Sicker- und Grundwasser gelangen und von Pflanzen aufgenommen werden können. Die im Sickerwasser gemessenen Werte sind vergleichbar mit Werten, die „in ehemaligen Uranabbaugebieten, wie den Bergwerken bei Schlema in Sachsen“ gemessen wurden.
Wegen der Gefahr der Inhalation des Uran-Aerosols sollten Soldaten und Zivilisten einen Atemschutz anlegen, wenn sie sich in Gebieten aufhalten, in denen vor kurzem panzerbrechende Munition eingesetzt worden ist. Bis sich das Aerosol vollständig niedergeschlagen hat, können besonders in ariden Gebieten Tage vergehen.

### Studien und Kritik
Über das tatsächliche Ausmaß der Bedrohung herrscht Uneinigkeit.
Von Gegnern dieser Waffen, wie der Organisation Ärzte für die Verhütung des Atomkrieges (IPPNW), wird Uranmunition für Krebserkrankungen, Missbildungen und Folgeschäden wie das Golfkriegssyndrom verantwortlich gemacht. Sie führen an, dass Statistiken einen nicht zu übersehenden Anstieg gerade von Haut- und Lungenkrebserkrankungen in betroffenen Kriegsgebieten zeigen.
Nach Studien der Weltgesundheitsorganisation (WHO) und Internationalen Atomenergieorganisation (IAEO) liegt keine besondere radiologische Gefährdung vor. Im WHO guidance on exposure to depleted uranium heißt es explizit, dass keine Studie eine Verbindung zwischen Kontakt mit abgereichertem Uran und dem Auftreten von Krebs oder angeborenen Defekten finden konnte (No study has established a link between exposure to DU and the onset of cancers or congenital abnormalities.).
Kritiker bemängeln die Methodik und werfen den Studien mangelnde Unabhängigkeit vor. Gegner der Uranmunition fordern die Durchführung neuer Auswertungen und Bewertungen.
Der so genannte Lloyd-Bericht über Gesundheitsschäden bei britischen Golfkriegsveteranen zeigte die Existenz des Golfkriegssyndroms auf und untersuchte eine Reihe von potenziellen Auslösern dafür. Uranmunition wurde dabei als einer der potenziellen Auslöser bezeichnet, allerdings verwies die Studie auch klar auf den Mangel an gesicherten Fakten über die Risiken. Besonders hervorgehoben wurde ein früherer Bericht der Royal Society, der die Gefahr von Uranmunition für Soldaten als nach heutigem Wissensstand eher gering einschätzte, allerdings ebenfalls Langzeitstudien und weitergehende Untersuchungen forderte. Der Bericht weist darauf hin, dass ihm Ergebnisse von solchen Untersuchungen nicht zur Verfügung gestellt wurden.
Die britische Regierung merkte an, die Finanzierung des Berichts sei intransparent.
Der Irak ist das am stärksten durch Uranwaffen kontaminierte Land. US-amerikanisches und britisches Militär verschossen in den Kriegen von 1991 und 2003 mindestens 400.000 Kilogramm Uranmunition. Die Zivilbevölkerung war nicht über die Risiken des Einsatzes informiert. Feldstudien über die Auswirkungen von Uranmunition im Irak wurden aufgrund der Weigerung der USA, Orts- und Mengenangaben über verschossene Munition zur Verfügung zu stellen, stark behindert. Die Friedensorganisation Pax hat vom niederländischen Verteidigungsministerium im Rahmen des „Freedom of Information Act“ einige wenige US-Koordinaten erhalten. Aus diesen geht hervor, dass die US-Armee 2003 DU auch in Wohngebieten eingesetzt hat. Die Anzahl der Krebserkrankungen in der Provinz Babil, südlich von Bagdad, stieg von 500 diagnostizierten Fällen im Jahr 2004 auf 9.082 im Jahr 2009. Uran-Munition wurde in fünf Kriegen, unter anderem auch im Kosovo und in Afghanistan eingesetzt.
Die Studie Krebs, Kindersterblichkeit und Geburtenänderung im Geschlechterverhältnis von Chris Busby, Malak Hamdan und Entesar Ariabi von 2010 zeigte einen Anstieg bei Krebs und Missbildungen in Falludscha/Irak. Die Studie beschäftigte sich jedoch nicht mit der Identifizierung der/s konkreten Verursacher/s des Anstiegs.

## Alternativen
Eine etwas geringere panzerbrechende Wirkung lässt sich mit Wolframcarbid (Dichte: ca. 16 g/cm³, je nach Zusammensetzung) erreichen, das nicht radioaktiv ist. Bei gleicher Aufschlaggeschwindigkeit besitzt es eine 5 bis 10 % geringere Durchschlagskraft als Uran, da sich ein Uranprojektil beim Durchdringen der Panzerung selbst schärft, das Wolframcarbidprojektil hingegen stumpf wird.
Wolframcarbid ist allerdings schwerer zu verarbeiten und teurer als abgereichertes Uran, das als Abfallprodukt der Atomindustrie leicht verfügbar ist. Ähnlich wie oxidierter Uranstaub kann auch Wolframcarbidstaub, der Spuren von Cobalt enthält, bei chronischer Exposition eine Lungenfibrose auslösen.
Die Bundeswehr verwendet Wolframcarbidmunition. Die USA haben die Munition des Phalanx CIWS größtenteils durch Wolframcarbidgeschosse ersetzt, während in anderen Waffensystemen wie dem M1A1 auch Uranmunition weiterhin zum Einsatz kommt.